# Maria Begonha
Cristina Maria da Fonseca Santos Bacelar Begonha (Lisboa, 21 de janeiro de 1989) é uma política portuguesa e militante do Partido Socialista. Atualmente, desempenha as funções de deputada à Assembleia da República e vice-presidente do grupo parlamentar do partido socialista. É licenciada em Ciências Politicas e Relações Internacionais na Universidade Nova de Lisboa e desempenhou de 2018 a 2020 as funções de secretária-geral da Juventude Socialista.

## Carreira política e controvérsia
Em dezembro de 2018, Begonha foi eleita secretário-geral da Juventude Socialista, braço juvenil do PS. Obteve 72% dos votos expressos e tornou-se a terceira mulher a liderar a organização, depois de Margarida Marques (1981-1984) e Jamila Madeira (2000-2004). Na mesma altura foi alvo de polémica relativa à falsificação do seu curriculum vitae (CV) ao alegar possuir um mestrado em Ciência Política na Universidade Nova na sua página do Linkedin (conta que posteriormente apagou) e na sua biografia na página da candidatura à JS. Também foi acusada de peculato através de contratos de trabalho que lhe foram concedidos pelas câmara municipal de Lisboa. Em 2019 foi eleita deputada nacional na Assembleia da República, em representação do círculo eleitoral de Braga. Em 2 de abril de 2021, a Assembleia concordou por unanimidade em levantar a sua imunidade parlamentar para que ela pudesse responder às alegações.
Na Assembleia Nacional trabalhou na Comissão de Educação, Ciência, Juventude e Desporto e na Comissão Ad hoc para acompanhar a aplicação de medidas de resposta à COVID-19 e o processo de recuperação económica e social. Nas eleições de janeiro de 2022, ficou em 27.º lugar na lista de candidatos do PS ao Distrito de Lisboa, mas o PS apenas conquistou 21 dos 48 lugares disponíveis.